# La Colombe, Loir-et-Cher
La Colombe là một xã cũ thuộc tỉnh Loir-et-Cher trong vùng Centre-Val de Loire miền trung nước Pháp. Ngày 1 tháng 1 năm 2016, La Colombe sáp nhập vào xã mới Beauce la Romaine.